# Cupha ophthalmicus
Cupha ophthalmicus is een vlinder uit de familie van de Nymphalidae. De wetenschappelijke naam van de soort is voor het eerst geldig gepubliceerd in 1888 door John Obadiah Westwood.